# Taylor Wang
Taylor Gun-Jin Wang (* 16. Juni 1940 in Nanchang, Provinz Jiangxi, China) ist ein ehemaliger US-amerikanischer Astronaut. 

## Leben
Wangs Vorfahren lebten in Yancheng, Provinz Jiangsu, China. Wáng Gànjùn (王赣骏) selbst wurde in Jiangxi als Sohn von Wáng Zhāng (王章) und Yú Jiéhóng (俞洁虹/俞潔虹) geboren. 1952 zog Wang mit seiner Familie von Shanghai nach Taiwan, lernte an der Grundschule in Kaohsiung lesen und schreiben und besuchte dann in Taipeh die der Nationalen Fachhochschule angeschlossene Oberschule. Danach wurde er von seinem Vater nach Hongkong geschickt, wo er neben seiner Arbeit als Seemann Physik zu studieren begann. Nach dem Umzug nach Kalifornien im Jahr 1963 schrieb er sich an der University of California, Los Angeles für Physik ein. Er erhielt dort einen Bachelor of Science, danach einen Master of Science und  promovierte schließlich auch.
1972 kam Wang als Wissenschaftler an das Jet Propulsion Laboratory am California Institute of Technology. Dort arbeitete er bereits mit Experimenten für die spätere Spacelab-3-Mission. 1975 erhielt Wang die US-amerikanische Staatsbürgerschaft.

## Astronautentätigkeit
Im Juni 1983 wurde Wang von der NASA als Nutzlastspezialist für die Spacelab-3-Mission ausgewählt.

### STS-51-B
Am 29. April 1985 flog Wang als Nutzlastspezialist mit der Raumfähre Challenger zum ersten Mal in den Weltraum. Die Nutzlast der Mission bestand aus dem Spacelab der Europäischen Weltraumorganisation (ESA). Mitgeführt wurden 15 Experimente, vor allem zur Untersuchung von Flüssigkeiten und Werkstoffen im schwerelosen Raum. Für biologische Untersuchungen waren zudem zwei Affen und 24 Nagetiere an Bord. 14 Experimente konnten erfolgreich durchgeführt werden. Außerdem wurde der Wissenschaftssatellit NUSAT ausgesetzt.

## Nach der NASA
Wang wurde später Professor an der Vanderbilt University in Tennessee. 

## Privates
Taylor Wang ist verheiratet und hat zwei Kinder.